# Samsung YP-S3
Samsung YP-S3 (hoặc Samsung S3) là máy nghe nhạc được sản xuất bởi Samsung Electronics phát hành vào năm 2008.

## Hỗ trợ tập tin
Samsung YP-S3 hỗ trợ MP3, WMA, MPEG4, Ogg, SVI, JPEG, và TXT.

## Chức năng
Samsung YP-S3 có nhiều chức năng. It gồm:
- FM Radio
- Ghi âm FM Radio
- DNSe 2.0 Sound Engine
- Xem ảnh
- Xem văn bản
- Video player
- Trò chơi
- Pod casting

### Công cụ & chức năng khác
- Báo thức
- Album Art
- Hình nền
- Screen Saver
- Đồng hồ

## Quản lý dữ liệu, pin & lưu trữ
Tập tin MP3 trong Samsung S3 được quản lý thông qua album, bài hát, nghệ sĩ, và thể loại.

### Dung lượng bộ nhớ
Samsung YP-S3 gồm bộ nhớ 4GB hoặc 8GB.

### Thời lượng pin
Samsung xác nhận 25 giờ phát nhạc (với tập tin MP3 128kbps và âm lượng 15/30) và 4 giờ phát video.

## Liên kết
- Samsung Website US
- Samsung YP-S3 (4GB)
- Samsung YP-S3 (8GB)